# Calcar

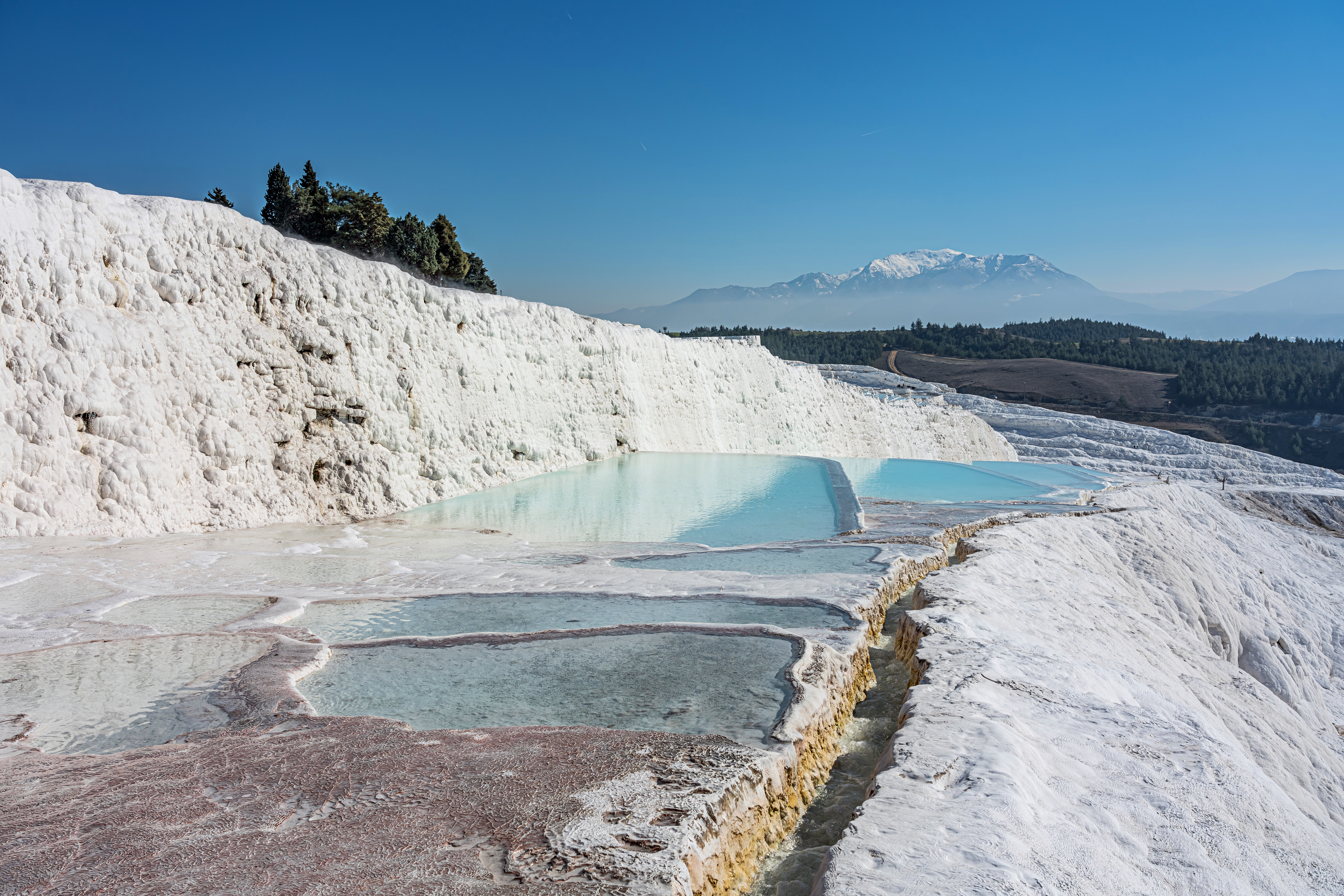
Terase de calcar în Pamukkale, Turcia

Calcarul este o rocă sedimentară, dominant organogenă, de culoare albă, cenușie sau galbenă. Roca este compusă în special din mineralele calcit și aragonit ambele având formula chimică CaCO3 (carbonat de calciu). Calcarele se formează în general din sedimente biogene, dar mai pot avea o geneză de formare prin reacții chimice sau procese plastice. Calcarele au o importanță economică deosebită, fiind folosite ca materie primă în industria de construcții, sunt rezervoare naturale  de depozitare a petrolului, gazelor naturale, sau este roca în care au loc procesele carstice, cu formarea peșterilor acestea fiind locuri de atracție turistică.

## Caractere generale
Calcarul este o rocă cu foarte multe variante, aceasta se referă nu numai la procesul de formare a lor, dar și la caracterele rocii, ca aspect, sau utilizare. 
Din această cauză există o ramură specială a geologiei Carbonatsedimentologia care se ocupă numai cu formarea și caracterele tipurilor diferite de calcar.
Termenul de "calcar" este folosit în vorbirea curentă, pe când în limbajul tehnic sau științific acest termen este utilizat diferențiat.
De exemplu roca masivă compactă va fi numită calcar pe când roca poroasă este numită cretă în industria de construcții calcarul fiind folosit ca var nestins, sau varianta cu o structură porfirică este numită marmoră cu toate că marmorele adevărate din punct de vedere geologic sunt roci metamorfice.

## Compoziție
Calcarul este compus în mare parte din două minerale, calcit și aragonit ambele fiind din punct de vedere chimic un carbonat de calciu. Mineralele care mai pot să fie prezente în proporții foarte variabile sunt argilele (hidroxilicate metalice sau nemetalice ca aluminiu, magneziu, fier, calciu, potasiu și sodiu), dolomitul (CaMg(CO3)2), cuarțul, gipsul și alte minerale.
Calcarul care conține un procent ridicat de argile este numita marna.

Calcarul care are în proporții diferite elemente organice în compoziție este numit calcar bituminos dacă crește procentul de sulf fiind numit stinkkalk (calcar puturos).

## Formare
Din punct de vedere al modului de formare, există mai multe tipuri de calcar:
- Calcare biogene (cea mai mare parte a calcarelor) ce s-au format prin depunere chimică determinată de procesele biologice ale viețuitoarelor.
- Calcare anorganice ce s-au format prin depunere, în urma proceselor chimice, fără participarea directă a viețuitoarelor, dar care le pot influența aceste procese
- Calcare organogene ce s-au format prin acumularea resturilor de organisme calcaroase.

O altă posibilitate a formării depozitelor de calcar este aceea când calcarul prin procesele de eroziune este transportat de exemplu în stare nedizolvată (calcar sau marmoră) fiind depus într-un alt loc unde se formează roci sau depozite noi de calcar.

### Calcarul de natură biogenă

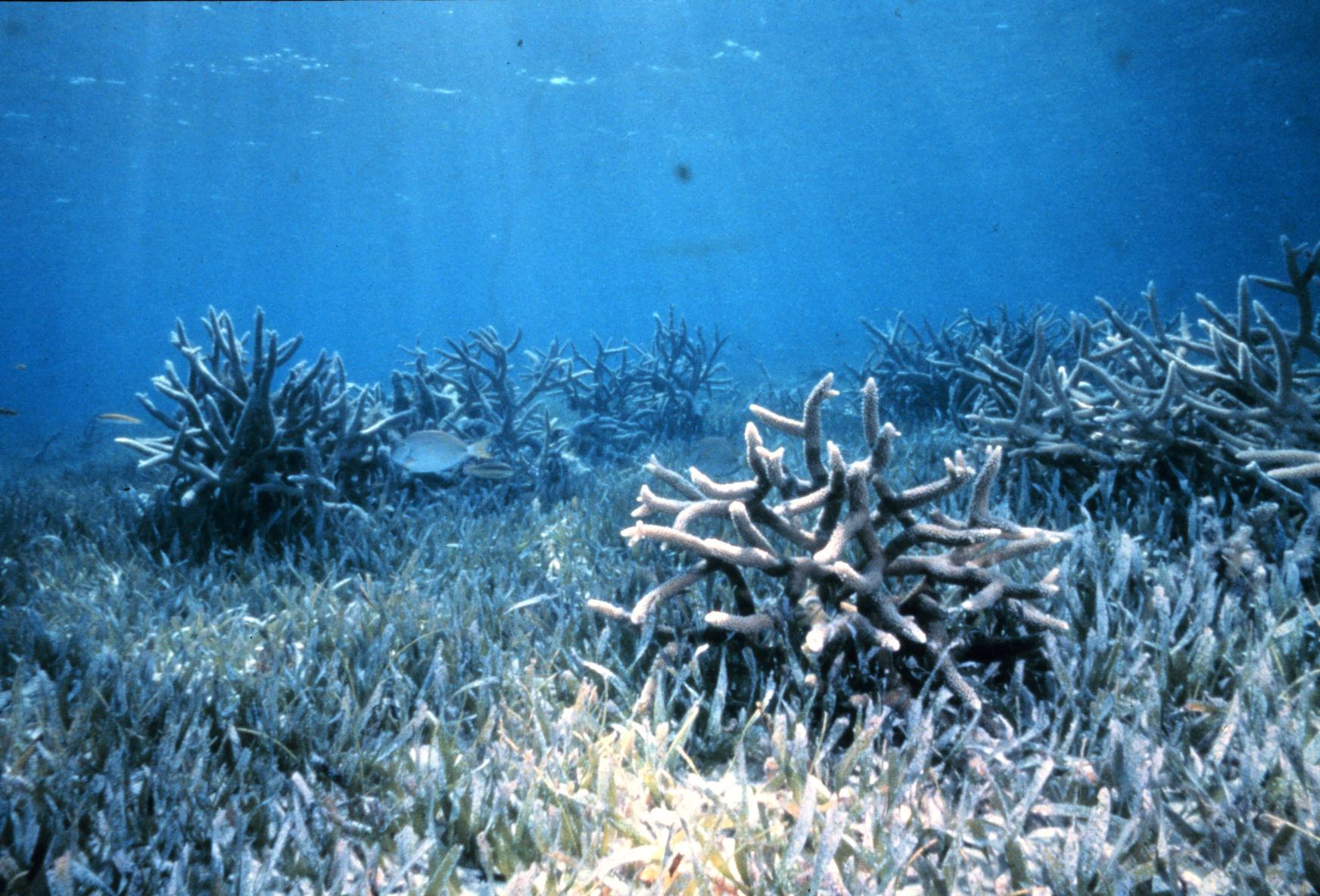
Coralii in general trăiesc în apele mai puțin adânci. Numai acolo pot să trăiască în simbioză cu algele care efectuează procesele de fotosinteză

In această categorie se pot diferenția calcare formate din depuneri rezultate din acțiunea microorganismelor (numiți în general microbi, virusuri, bacterii, ciuperci microscopice, alge sau organisme unicelulare) sau calcare formate din depunerile scheletelor de corali (organisme marine din clasa Anthozoa ce trăiesc în general în mările calde tropicale)

O altă sursă de calcar biogen sunt scheletele unor animale marine moluște (Mollusca) ca: melci (Gastropode), scoici (Bivalva) sau bureți de mare (Spongieri).
A-Depuneri de calcar rezultate din microorganisme aici se poate aminti creta și calcarele sedimentare cu o structură fină microcristalină, care iau naștere din fosile microscopice ca cocolithen (organisme sub 0,01 mm mărime), foraminifere (foramen = gaură, organisme cu mărimea între 0.01 mm - 15 cm), alge, bacterii (ca cianobacterii). Uneori, în afară de microfosile se pot găsi și macrofosile în aceste calcare, fiind forme de tranziție spre calcarele rezultate din fosile.

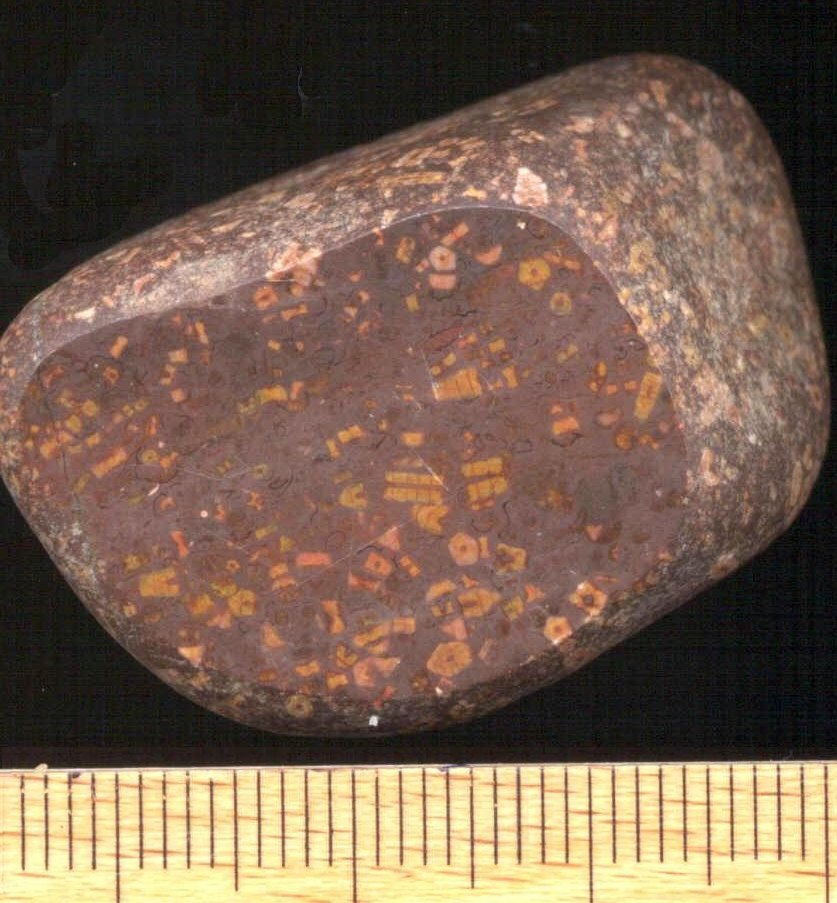
Calcar roșu cu crini de mare Crinoidea

Acest tip de calcar rezultă din microschelete, după moartea acestor organisme alcătuind de obicei în apele calde marine cu adâncimi sub 5000 m  la început un mâl bogat în calcar.
Prin procesele ulterioare de diageneză (sedimentare, densificare sub acțiunea presiunii și temperaturii) ia naștere roca compactă, sau poroasă. în timpul procesului de solidificare se formează și cristale de calcit, din formele inițiale transformate de calcit și aragonit.
B-Calcar rezultat din fosile (macrofosile), aici se pot aminti coralii, (atolii sau barierele de corali), moluștele, brahiopodele (asemănătoare moluștelor Bivalva dar au numai o valvă și în jurul deschiderii gurii au tentacule), foraminiferele mari (Nummuliții care au forme circulare sau eliptice), și alte pluricelulare algele sau coloniile de Ectoprocta (mușchi-moluște) din încrengătura Protostomia. 
Dacă din scheletele de corali ia naștere inițial o rocă compactă, care poate suferi evetual ulterior schimbări de structură, din celelalte fosile pot rezulta de la început calcare poroase.

### Calcare rezultate din procese chimice și biogene
Acesta ia naștere în apele cu concentrație mare de hidrocarbonat de calciu, care este mult mai solubil în apă decât carbonatul adăugat ulterior; aceasta este o reacție reversibilă:

{\displaystyle \mathrm {CaCO_{3}+CO_{2}+H_{2}O\ \rightleftharpoons \ Ca^{2+}(aq)+2\ HCO_{3}^{-}(aq)} } 
Acesta va fi calciul sub formă de carbonat de calciu, adăugat în apă până la saturație; sau solubilitatea lui în apă va scădea din diferite motive, carbonatul va precipita și se va depune, astfel iau naștere rocile numite evaporite (roci care se formează prin procesele de evaporare a apei) care pot fi: - carbonați, (calcare, dolomiți), - sulfați (gips, ahhidrit) - halogenați (halit, sylvin) -cloruri (sare).
In mare se pot forma cristale de calcit numai până la adâncimea de 200 de metri, pentru că la adâncimi mai mari crește presiunea apei și în același timp solubilitatea dioxidului de carbon care contribuie la solubilitatea crescută a carbonaților în apă.
Similar, cristalele de calcit se pot forma și pe malurile izvoarelor bogate în carbonați, unde inițial se formează prin precipitare un mâl bogat mineralizat care ulterior se va transforma în calcar sub formă de travertin.

### Calcare rezultate prin procese clastice
Aceste calcare sunt formate prin procesele de eroziune și transport și depozitare a calcarului, sedimentele de calcar în acest caz au o structură cu o granulație mai mare care din punct de vedere petrografic sunt numite brecii, având în structură un amestec de minerale, nefiind considerate calcare.

## Habitus

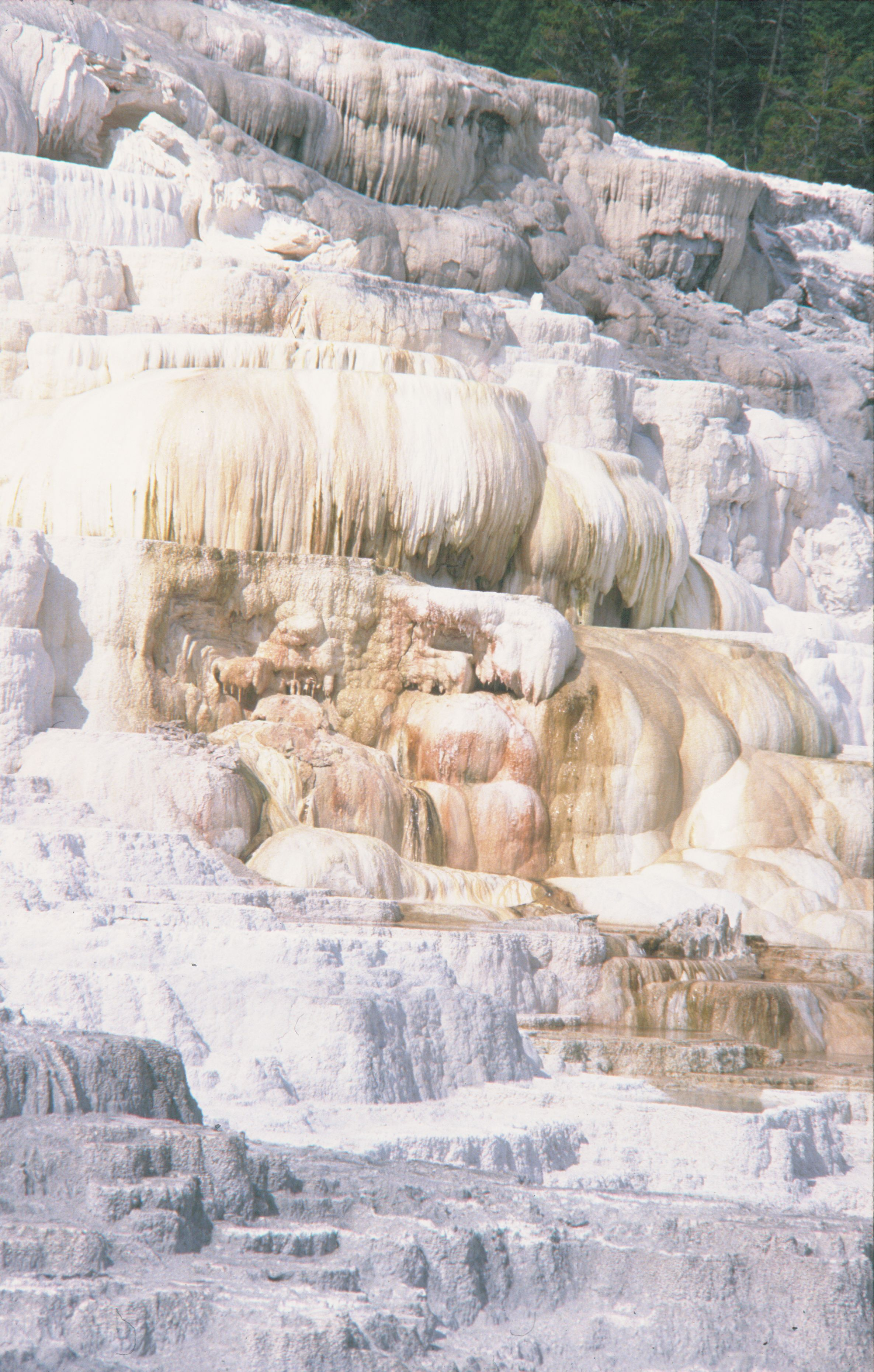
Terase de travertin în Mammoth Hot Springs, Parcul Național Yellowstone, Wyoming, SUA

În general aspectul calcarului este caracterizat prin nuanțe de culoare deschisă, de cenușiu, cenușiu gălbui.
Prin prezența în compoziția sa a unor minerale considerate străine, ca de exemplu fier care va da o nuanță roșcată, calcarele bituminoase având nuanțe de culoare cenușiu închis până la negru.
Modul în care au luat naștere calcarele pot influența aspectul rocii, calcare compacte sunt cele formate prin procese chimice pe când cele de origine biogenă pot fi poroase, sau cu urme de fosile.
O formă de calcar extrem de poros este varianta de calcar de apă dulce travertin (ital. travertino fiind descoperit lângă Tivoli, Italia) este un calcar poros de culoare gălbuie brună luând naștere lângă izvoarele cu apă hidrocarbonatate.

## Fenomene carstice
Din cauza solubilității relativ bune a carbonatului de calciu în apă, calcarul este expus unor procese chimice de descompunere și distrugere masivă, constituindu-se din soluțiile carbonatate în care s-a dizolvat roca prin procesele carstice, formarea unei roci cu o structură specială nouă sub forma stalactitelor și stalagmitelor din peșteri.

## Utilizare
Calcarul are o utilizare largă, diferențiată după caracteristicile rocii. De exemplu calcarele cu o structură compactă, masivă vor fi folosite ca elemente decorative în construcții. 
De asemenea calcarul este folosit în industria ceramicii și industria sticlei.
Roca măcinată mărunt este folosită ca amendamente chimice în agricultură pentru reducerea acidității solului.
Este de asemenea folosit calcarul ca îngrășământ artificial a terenurilor agricole.
Formele pure de calcar sunt folosite pe scară largă de asemenea în industria chimică.
Calcarul cu o structură poroasă, mai ales calcarul format din fosile, joacă un rol de o însemnătate economică imensă fiind un rezervor natural pentru zăcămintele de petrol și gaze naturale.
Zăcămintele cele mai mari de pe glob și anume zăcămintele de petrol din peninsula arabică se află în straturile poroase a unui calcar coraligen, care a luat naștere în perioada cretacică și jurasică.

## Răspândire
- În general calcarul este foarte răspândit în natură, fiind întâlnit pe platourile continentale vechi ca și în munții tineri unde apare mai frecvent.
Cea mai mare parte din calcare se formează în mediul marin, ulterior acesta fiind ridicat prin mișcările tectonice la suprafață.
Calcarul format pe continente necesită rezervoare vechi de calcar care furnizează materia primă pentru formarea noii roci calcaroase, un astfel de exemplu este formarea travertinului în Turingia.
- În Europa depozite mari de calcar de origine biogenă  formate în triasic și cretacic (în urmă cu câteva sute de milioane de ani) se află în sudul Germaniei, în nordul munților Alpi și în Europa centrală. În nordul Germaniei sunt frecvent întâlnite calcare din perioada glaciară transportate de ghețari.
Depozite mai importante de travertin sunt în regiunea Stuttgart, bazinul Turingiei (Weimar-Ehringsdorf). 
Pe când depozitele de cretă se pot întâlni în așa numitul cordon (brâu) al cretei din Europa ce se întinde din Anglia prin Franța și ajungând până la Marea Baltică. 
În România depozite mai importante de calcar sunt în regiunile carstice cu peșteri numeroase, ca de exemplu regiunea Munților Apuseni.
- Forme mai deosebite de calcar sunt:

1. Calcarul Fax un calcar coraligen (de pe insula Seeland Danemarca format în urmă cu 60 milioane de ani)
2. Stalactitele din peșteri
3. Travertin, formațiuni calcaroase depuse pe malul unui pârâu Bavaria (monumente ale naturii)
4. Calcar selenar  (lat. Lac Lunae) este de fapt o depunere de calcit în peștera Mondmilchloch din Elveția
5. Terasele de calc formate lângă izvoarele cu apă bogată în carbonat de calciu din Pamukkale Turcia și Mammoth Hot Springs din SUA